# 뮤즈의 거울
《뮤즈의 거울》(ミューズの鏡)은 닛폰 TV 방송망에서 2012년 1월 14일부터 일요일 01:55 ~ 02:10(4월 7일부턴 01:50 ~ 02:05)에 방송되고 있는 일본의 텔레비전 드라마이다. 24화로 방송될 예정이며, 2012년 여름에 《극장판 뮤즈의 거울 (가제)》이 개봉될 예정이다.
가난한 여자 아이가 배우가 되어 성공하는 이야기이다.

## 출연진
- 사시하라 리노
- 히라노 아야

## 제작진
- 기획협력 - 아키모토 야스시
- 감독, 각본 - 후쿠다 유이치
- 제작협력 - 아크로
- 제작 - 닛폰 TV

## 주제가
- 사시하라 리노 〈소레데모 스키다요〉

## 영화
《극장판 뮤즈의 거울~마이 프리티 돌~》의 제목에서 2012년 9월 29일 공개.

### 주제가
- 사시하라 리노〈계집애 마스쿼레이딩〉[1]